# Jolien Boumkwo
Jolien Boumkwo, née le 27 août 1993, est une athlète belge, spécialiste du lancer du poids et du lancer du marteau.

## Carrière
Elle a remporté de nombreux titres nationaux en lancer du poids et du marteau et est détentrice du record de Belgique au lancer du poids (17,09 m en extérieur et 17,87 m en salle).
En 2016, elle participe aux Championnats d'Europe d'athlétisme et s'y classe 14e avec un lancer du poids à 16,66 m.
Le 23 juin 2023, aux jeux européens qui se déroulent en Pologne, elle termine 7e avec un lancer du poids à 16,58 m. Le lendemain, afin de dépanner l'équipe de Belgique et éviter une disqualification de son pays pour cette épreuve à la suite du forfait d'Anne Zagré, elle court le 100 m haies en 32 s 81 . Malgré le gain des deux points supplémentaires apportés par Jolien Boumkwo, la Belgique termine à la 14e place de la première division et est reléguée en deuxième division.

## Palmarès

### Championnats de Belgique
|         | 2010 | 2011 | 2012 | 2013 | 2014 | 2015 | 2016 | 2017 |  |  |
| Indoor  |      |      |      |      |      |      |      |      |  |  |
| ------- | ---- | ---- | ---- | ---- | ---- | ---- | ---- | ---- |  |  |
| Poids   | 3e   | 1re  | 2e   | 1re  | 1re  | 1re  | 1re  | 1re  |  |  |
| Outdoor |      |      |      |      |      |      |      |      |  |  |
| Poids   | -    | -    | 2e   | 1re  | 1re  | 1re  | 1re  | 1re  |  |  |
| Marteau | -    | -    | 1re  | 1re  | 1re  | 1re  | 1re  | 1re  |  |  |

## Records
| Épreuve         | Épreuve   | Marque       | Lieu      | Date            |
| --------------- | --------- | ------------ | --------- | --------------- |
| Lancer du poids | Plein air | 17,09 m (NR) | Bruxelles | 19 juin 2016    |
| Lancer du poids | En salle  | 17,87 m (NR) | Gand      | 19 février 2023 |